# Sérgio Cutolo dos Santos
Sérgio Cutolo dos Santos GOMM (São Paulo, 18 de dezembro de 1952) é um economista brasileiro. Foi ministro da Previdência Social durante o governo Itamar Franco.

## Biografia
É filho de Antonio Bernardo dos Santos e Diva Cutolo.
Em 1975, formou-se em ciências económicas pela Universidade de Brasília.
Casou-se com Sandra Cristina Filgueiras de Almeida com quem teve três filhos. Um deles é a economista Marina Helena, ex-assessora de Paulo Guedes e candidata aos cargos de vice-prefeita de São Paulo em 2020 e prefeita de São Paulo em 2024.
Em 13 de dezembro de 1993 foi indicado para o ministério da Previdência Social. Participou da crítica à falta de transparência das relações entre empresas estatais e fundos de previdência.
Em 1994, como ministro, Cutolo foi admitido pelo presidente Itamar Franco à Ordem do Mérito Militar no grau de Grande-Oficial especial.
Em fevereiro de 1995 foi nomeado presidente da Caixa Econômica Federal. Em junho de 1996 iniciou mudanças no Sistema Financeiro de Habitação (SFH) oferecendo descontos a quem pagasse débitos antes do prazo. Criticou o Fundo de Compensação da Variação Salarial (FCVS).
Após um período na secretaria de Desenvolvimento Urbano (criada em 31 de dezembro de 1998 mas extinta em julho de 1999), Sérgio Cutolo passou a trabalhar no setor privado. Trabalhou como consultor do Banco Pactual.

Em 2006, Cutolo foi denunciado pelo Ministério Público Federal (MPF) por suposto envolvimento em um contrato fraudulento entre a Caixa Econômica Federal e a multinacional GTech, responsável pela operação da rede de loterias no Brasil. A denúncia surgiu no contexto da Comissão Parlamentar de Inquérito (CPI) dos Bingos. A CPI recomendou o indiciamento de Cutolo, acusando-o de participação em irregularidades no processo licitatório e formação de quadrilha, por atos enquanto presidente da Caixa Econômica Federal na década de 1990.